# Galagonik
Galagonik (Galagoides) – rodzaj ssaków naczelnych z podrodziny Galaginae w obrębie rodziny galagowatych (Galagidae).

## Rozmieszczenie geograficzne
Rodzaj obejmuje gatunki występujące w Afryce.

## Morfologia
Długość ciała 12–20 cm, ogona 14–24 cm; masa ciała 55–150 g.

## Systematyka
Rodzaj zdefiniował w 1833 roku szkocki przyrodnik Andrew Smith w artykule poświęconym ssakom Afryki, opublikowanym w czasopiśmie South African Quarterly Journal. Smith wymienił dwa gatunki – Galago Senegalensis É. Geoffroy Saint-Hilaire, 1796 i Galago demidoff G. Fischer, 1806 – z których gatunkiem typowym jest (późniejsze oznaczenie) Galago demidoff G. Fischer, 1806 (galagonik karłowaty).

### Etymologia
- Galagoides: rodzaj Galago É. Geoffroy Saint-Hilaire, 1796 (galago); gr. -οιδης -oidēs ‘przypominający, podobny’[8].
- Hemigalago: gr. ἡμι- hēmi- ‘pół, mały, podobny do, część’, od ἡμισυς hēmisus ‘połowa’; rodzaj Galago É. Geoffroy Saint-Hilaire, 1796 (galago)[9]. Gatunek typowy (oznaczenie monotypowe): Galago demidoff G. Fischer, 1806.

### Podział systematyczny
Do rodzaju należą następujące gatunki:
| Grafika | Gatunek                | Autor i rok opisu                                                                                      | Nazwa zwyczajowa    | Podgatunki         | Rozmieszczenie geograficzne | Podstawowe wymiary                        | Status IUCN |
| ------- | ---------------------- | --- | ------------------- | ------------------ | --- | ----------------------------------------- | ----------- |
|         | Galagoides demidoff    | (G. Fischer, 1806)                                                                                     | galagonik karłowaty | 2 podgatunki       | Afryka Zachodnia i Środkowa od Senegalu na wschód do południowo-wschodniej Ugandy i północno-zachodniej Tanzanii, na południe do środkowej Angoli, południowej Demokratycznej Republiki Konga i północno-zachodniej Zambii; również wyspa Bioko (Gwinea Równikowa); zakres wysokości: do 1600 m n.p.m.        | DC: 12–17 cm DO: 14–22 cm MC: 55–100 g    | LC          |
|         | Galagoides thomasi     | (D.G. Elliot, 1907)                                                                                    | galagonik sawannowy | gatunek monotypowy | Afryka Zachodnia i Środkowa od południowego Senegalu na wschód do zachodniej Ugandy i północno-zachodniej Tanzanii, na południe do północno-wschodniej Zambii, Demokratycznej Republiki Konga i być może Angoli; także Bioko (Gwinea Równikowa); granice zasięgu nieznane; zakres wysokości: do 2690 m n.p.m. | DC: 14–20 cm DO: 15–24 cm MC: 60–150 g    | LC          |
|         | Galagoides kumbirensis | Svensson, Bersacola, M.S.L. Mills, Munds, Nijman, A. Perkin, Masters, Couette, Nekaris & Bearder, 2017 |                     | gatunek monotypowy | znany z 4 miejsc w północno-zachodniej Angoli oraz z południowo-zachodniej Demokratycznej Republiki Konga | DC: 15–17 cm DO: 18–20 cm MC: brak danych | NT          |

Kategorie IUCN:  LC  – gatunek najmniejszej troski,  NT  – gatunek bliski zagrożenia.